# Nosy Nato
Nosy Nato är en ö i Madagaskar. Den ligger i den nordöstra delen av landet, 300 km nordost om huvudstaden Antananarivo. Arean är 3,0 kvadratkilometer. 